# Maurice Sanglard
Maurice Sanglard, né le 19 aout 1927 à Chamonix et mort le 1er mai 1963 à Chamonix , est un skieur alpin français.

## Biographie
Il est le fils de Fernand Sanglard, fondateur en 1924 du premier magasin de sports de Chamonix.
Début 1950, il remporte le slalom et le slalom géant de la semaine internationale de ski du Mont-Blanc à Chamonix.
En 1950 Serre-Chevalier, il est sacré champion de France dans les 3 disciplines de l'époque : descente, slalom géant et slalom. L'année suivante à La Clusaz, il réédite sa performance en remportant à nouveau les 3 titres de champion de France. Cet exploit sur deux années consécutives est unique dans les annales du ski français.
Début 1952, il prend la seconde place de la descente et du slalom géant du Lauberhorn à Wengen.
Il dispute les jeux olympiques d'Oslo en 1952 dans les 3 disciplines : descente, slalom géant et slalom. Il s'y classe dans les 25 premiers de chaque épreuve avec comme meilleur résultat une 20e place en slalom.
A 35 ans, il meurt chez lui à Chamonix le 1er mai 1963, des suites d'une embolie pulmonaire (il était atteint d'une malformation cardiaque de naissance).

## Palmarès

### Jeux olympiques
| Épreuve / Édition | Descente | Slalom géant | Slalom |
| ----------------- | -------- | ------------ | ------ |
| JO 1952 Oslo      | 25e      | 23e          | 20e    |

### Championnats du monde
| Épreuve / Édition | Descente | Slalom géant | Slalom |
| ----------------- | -------- | ------------ | ------ |
| JO 1952 Oslo      | 25e      | 23e          | 20e    |

### Championnats de France Elite
| Édition / Epreuve                 | Descente | Slalom géant | Slalom | Combiné |
| --------------------------------- | -------- | ------------ | ------ | ------- |
| Championnats 1947 Megève          | 8e       | -            | 10e    | 9e      |
| Championnats 1948 Superbagnères   | 11e      | -            | 7e     | 8e      |
| Championnats 1950 Serre-Chevalier | Or       | Or           | Or     | -       |
| Championnats 1951 La Clusaz       | Or       | Or           | Or     | -       |